# Yksin
Yksin è un brano musicale del cantante rock finlandese Jonne Aaron, pubblicato nel 2014 come primo singolo estratto dal suo secondo album Risteyksessä.
Il brano ha raggiunto la prima posizione della classifica finlandese dei brani più trasmessi in radio.
Dal singolo è stato estratto un video musicale che è stato diretto da Ville Juurikkala e pubblicato sull'account ufficiale di YouTube dell'etichetta il 26 settembre 2014.

## Tracce
1. Yksin – 4:18 (Jonne Aaron)

## Classifica
| Classifica           | Massima posizione |
| -------------------- | ----------------- |
| Finlandia            | -                 |
| Finlandia (digitale) | 2                 |
| Finlandia (radio)    | 1                 |